# 神家族 GOD FAMILY
『神家族 GOD FAMILY』（かみかぞく ゴッドファミリー）は、2019年11月25日に公開された日本のビデオ映画作品。

## 概要
2019年11月25日にオールインエンターテインメントから発売されたビデオ映画作品。監督は奥渉、脚本は高橋祐太。
2020年1月25日に第2作となる『神家族～GOD　FAMILY～2』をリリース。監督は奥渉が続投するが、脚本は石川二郎に交代する。

## ストーリー
空手の師範を祖父に持ち、男にも負け知らずの女子高生・大神凛。実家の定食屋の手伝いをしながら正義の行いを突っ走る。
ある日、行方不明になった親友の杉山奈々子を探す。すると彼女は風俗の斡旋をしていた。

## キャスト
大神凛
演 - きみと歩実
正義を愛する空手娘。最強と呼ばれた空手家を祖父に持つ、通称：最強女子高生。回し蹴り、ハイキックを得意とする。清く正しく育てられたが故に、曲がったことができない真っ直ぐすぎる性格。
杉山奈々子
演 - 加藤ももか
凛の同級生。風俗の斡旋をしている。第2作では凛と自警団「センチネル」を結成。
拓哉
演 - 品川拓哉
凛の同級生。定食屋の常連。
大輔
演 - 高山凌
凛の同級生。定食屋の常連。第2作では凛と自警団「センチネル」を結成。
黒川
演 - 幕雄仁
拳銃を持つハングレ男。
大神竜司
演 - 舘昌美
凛の父。かつて竜神と呼ばれた空手家。元暴走族。現在は定食屋。包丁を投げて害虫を駆除する。
大神朱美
演 - 古川藍
凛の母。かつては最凶と呼ばれたレディース。現在は定食屋。
鮫島稔
演 - 榎木智一
刑務所暮らしの長い最強の男。元ハングレのリーダー。
大神栄之助
演 - 関根大学
伝説と呼ばれた空手師範の祖父。現在も道場を営んでいる。
未成年の風俗嬢
演 - 八尋麻衣
ノリの軽い清楚風の風俗嬢。

## スタッフ
- 製作:アドバンス
- プロデューサー:大岩良江、藤原健一
- 撮影・照明:田宮健彦
- 録音:廣木邦人
- ヘアメイク:坂口佳那恵
- スチール:中居拳子
- ガンエフェクト:浅生マサヒロ
- 助監督:江尻大
- 脚本:高橋祐太
- 監督:奥渉
- 制作協力:クイーンズカンパニー、ANGLE
- 発売元:アドバンス
- 販売元:オールインエンタテインメント